# روبرت ك. نيكولاس
روبرت ك. نيكولاس (بالإنجليزية: Robert C. Nicholas)‏ هو سياسي أمريكي، ولد في 1801، وتوفي في 1854. انتخب عضو جمعية ولاية نيويورك وانتخب عضو مجلس ولاية نيويورك.